# Румянцев, Валентин Витальевич
Валенти́н Вита́льевич Румя́нцев (19 июля 1921, Новоскатовка, Саратовская губерния — 10 июня 2007, Москва) — советский и российский механик, академик Российской академии наук c 1992 по Отделению проблем машиностроения, механики и процессов управления. Член бюро Отделения (1985—2002).

## Биография
Валентин Витальевич Румянцев родился 19 июля 1921 года в Новой Скатовке (ныне — в Татищевском районе Саратовской области).
Окончил физико-математический факультет Саратовского государственного университета по специальности «механика» (1945).
Ученик Николая Гурьевича Четаева. В 1945—1965 годах работал в Институте механики АН СССР, с 1965 — в ВЦ АН СССР.
С 1953 года преподавал в МГУ им. М. В. Ломоносова, с 1956 года — профессор кафедры теоретической механики и мехатроники, с 1959 года руководил научным семинаром. Член специализированных советов по присуждению учёных степеней в МГУ и Вычислительном центре РАН; главный редактор журнала «Прикладная математика и механика» (1981—2007).
Член-корреспондент (1995), действительный член (2000) Международной академии астронавтики (Франция, Париж). Иностранный член Туринской академии наук (Италия) по отделению математики, физики и естествознания. Почётный член Международной академии нелинейных наук (1996). Иностранный член Сербской академии наук и искусств (1997).
Подготовил около 50 кандидатов и 20 докторов наук. Опубликовал более 180 научных работ, в том числе 6 монографий.
Скончался 10 июня 2007 года, похоронен в Москве, на Востряковском кладбище.

## Научная деятельность
Специалист в области теоретической механики, аналитической динамики и теории устойчивости движения.
Предложил метод решения задачи устойчивости движения твёрдых и упругих тел с жидким наполнением. Разработал основы теории устойчивости и оптимальной стабилизации движения систем по части переменных. Установил аналоги принципа Гаусса для систем с неидеальными связями и сплошных сред. Исследовал вопрос о стационарности интегральных принципов и применимости метода интегрирования Якоби — Суслова для неголономных систем. Сформулировал ряд теорем в области устойчивости движения, применил прямой метод Ляпунова к исследованию устойчивости неголономных систем. Решил некоторые задачи теории гироскопов и гиростатов.

## Награды
Награждён орденами Трудового Красного Знамени (1975, 1981), орденом Октябрьской Революции (1981), орденом Почёта (2002).
Лауреат Государственной премии СССР (1980), Государственной премии РФ за цикл работ «Динамика твердого тела на струне и смежные задачи» (1996), премии Президиума АН СССР (1950), премии им. С. А. Чаплыгина (АН СССР, 1958), премии им. А. Гумбольдта (1997—1998). В 2004 году присуждена премия имени А. М. Ляпунова РАН за цикл работ по модификации и развитию метода функций Ляпунова в теории устойчивости и стабилизации движения по отношению к части переменных.
Удостоен международной научной премии «Катальдо Агостинелли и Ангиола Гили Агостинелли» (Италия, 1999).

## Основные научные труды
- Моисеев Н. Н., Румянцев В. В. Динамика тела с полостями, содержащими жидкость. — М.: Наука, 1965. — 439 с.
- Устойчивость стационарных движений спутников (1967; 2-е изд. М.; Ижевск, 2010);
- Dynamics and stability of rigid bodies (1972);
- Устойчивость консервативных и диссипативных систем (1972);
- Устойчивость и стабилизация движения по отношению к части переменных (1987);
- Устойчивость и управление по части координат фазового вектора динамических систем (2001; совм. с В. И. Воротниковым).

## Научная школа
- Анчев, Атанас
- Возлинский, Владимир Израилевич
- Киргетов, Анатолий Владимирович
- Колесников, Николай Николаевич[4]
- Озиранер, Александр Соломонович
- Рубановский, Владимир Николаевич
- Цельман, Фридрих Хаскелевич[4]

- 1949
  - О приведении эллиптических интегралов к каноническому виду // Инж. сб. Т. 5. Вып. 2. С. 213—218.
- 1954
  - Об устойчивости вращения тяжёлого твёрдого тела с одной неподвижной точкой в случае СВ. Ковалевской // ПММ. Т. 18. Вып. 4. С. 457—458.
  - Уравнения движения твёрдого тела, имеющего полости, не полностью наполненные жидкостью // ПММ. Т. 18. Вып. 6. С. 719—728.
- 1955
  - Об уравнениях движения твёрдого тела с полостью, наполненной жидкостью // ПММ. Т. 19. Вып. 1.С. 3-12.
  - Об устойчивости винтового движения твёрдого тела в жидкости при условиях Чаплыгина С. А. // ПММ. Т. 19. Вып. 2. С. 229—230.
- 1956
  - Устойчивость перманентных вращений тяжёлого твёрдого тела // ПММ. Т. 20. Вып. 1. С. 51-66.
  - К теории устойчивости регулируемых систем//ПММ. Т. 20. Вып. 6. С. 714—722.
- 1957
  - К устойчивости перманентных вращений твёрдого тела около неподвижной точки // ПММ. Т. 21. Вып. 3. С. 339—346.
  - К задаче о движении тяжёлого твёрдого тела с одной неподвижной точкой // Докл. АН СССР. Т. 116. № 2. С. 185—188.
  - Об устойчивости движения по отношению к части переменных // Вестн. МГУ. Сер. Математика, механика, астрономия, физика, химия. № 4. С. 9-16.
  - Устойчивость вращения твёрдого тела с эллипсоидальной полостью, наполненной жидкостью // ПММ. Т. 21. Вып. 6. С. 740—748.
  - Великий русский учёный Ляпунов A.M. // Вестн. АН СССР. № 6. С. 44-49.
- 1958
  - Об устойчивости движения гироскопа в кардановом подвесе. I // ПММ. Т. 22. Вып. 3. С. 374—378.
  - Об устойчивости движения гироскопа в кардановом подвесе. II // ПММ. Т. 22. Вып. 4. С. 499—503.
- 1959
  - Об устойчивости эллипсоидов Маклорена вращающейся жидкости // ПММ. Т. 23. Вып. 3. С. 494—504.
  - Об устойчивости равновесия твёрдого тела, имеющего полости, наполненные жидкостью // Докл. АН СССР. Т. 124. № 2. С. 291—294.
  - Об устойчивости вращательных движений твёрдого тела с жидким наполнением // ПММ. Т. 23. Вып. 6. С. 1057—1065.
- 1960
  - Обзор научных работ Н. Г. Четаева // ПММ. Т. 24. Вып. 1. С. 171—200. (Совм. с М. Ш. Аминовым, А. А. Богоявленским, В. И. Киргетовым, Н. Н. Красовским, П. А. Кузьминым.)
  - Одна теорема об устойчивости движения // ПММ. Т. 24. Вып. 1. С. 47-54.
  - Об устойчивости движения волчка с полостью, заполненной вязкой жидкостью // ПММ. Т. 24. Вып. 4. С. 603—609.
- 1961
  - Об устойчивости движения гиростатов // ПММ. Т. 25. Вып. 1. С. 9-16.
  - Об устойчивости движения гиростатов некоторого вида // ПММ. Т. 25. Вып. 4. С. 778—784.
  - О движении некоторых систем с неидеальными связями // Вестн. МГУ. Сер. Математика, механика. № 5. С. 67-75.
  - О системах с трением // ПММ. Т. 25. Вып. 6. С. 969—977.
- 1962
  - A stability motion theorem and its application to the investigation of stability of a rigid body filled with fluid//Proc. 10lh Intern. Congr. Appl. Mech. Stresa, 1960. Amsterdam; New York: Elsevier. P. 330—332.
  - Устойчивость движения твёрдого тела с полостями, наполненными жидкостью // Тр. Всесоюз. съезда по теорет. и прикл. механике. Москва, 1960. М.: Изд-во АН СССР. С. 57-71.
  - Об устойчивости установившихся движений твёрдых тел с полостями, наполненными жидкостью // ПММ. Т. 26. Вып. 6. С. 977—991.
  - Об устойчивости равномерных вращений механических систем // Изв. АН СССР. ОТН. Механика и машиностроение. № 6. С. 113—121.
  - Об устойчивости установившихся движений твёрдого тела с полостью, заполненной жидкостью // Тез. докл. Межвуз. конф. по прикл. теории устойчивости движения и аналит. механике. Казань: Изд-во Казан, авиац. ин-та. С. 26-27.
- 1963
  - Задача минимума в вопросе об устойчивости движения твёрдого тела с полостью, заполненной жидкостью // ПММ. Т. 27. Вып. 1. С. 16-26. (Совм. с Г. К. Пожарицким.)
  - Методы Ляпунова в исследовании устойчивости движения твёрдых тел с полостями, наполненными жидкостью // Изв. АН СССР. Механика и машиностроение. № 6. С. 119—140.
- 1964
  - Stability of motion of solid bodies with liquid-filled cavities by Lyapunov’s methods // Advanced in Applied Mechanics. N.Y.; L.: Acad. Press. V. 8. P. 183—232.
  - Жизнь и деятельность Н. Г. Четаева в московский период // Тр. межвуз. конф. по прикл. теории устойчивости движения и аналит. механике. Казань: Изд-во Казан, авиац. ин-та. С. 10-17.
  - Об устойчивости движения твёрдого тела с жидкостью, обладающей поверхностным натяжением // ПММ. Т. 28. Вып. 4. С. 746—753.
- 1965
  - Исследование устойчивости движения твёрдых тел с полостями, наполненными жидкостью // Тр. 2-го Всесоюз. съезда по теорет. и прикл. механике. Москва, 1964. М.: Наука. Вып. 1. С. 153—169.
  - Устойчивость гироскопов, гиростатов и гироскопических систем // Тр. 2-го Всесоюз. съезда по теорет. и прикл. механике. Москва, 1964. М.: Наука. Вып. 2. С. 199—216. (Совм. с В. Н. Скимелем.)
  - Динамика тела с полостями, содержащими жидкость. М.: Наука. 439 с. (Совм. с Н. Н. Моисеевым.)
- 1966
  - К теории движения твёрдых тел с полостями, наполненными жидкостью // ПММ. Т. 30. Вып. 1.С. 51-66.
  - Nonlinear methods in the theory of stability motion of solids with liquid-filled cavities // Proc. 1 llh Intern. Congr. Appl. Mech., Munich, 1964. Berlin: Springer. P. 449—454.
  - Об устойчивости движения неголономных систем // Тез. кратких науч. сообщ. Междунар. конгр. математиков. Секц. 12. Москва, 1966. М.: ICM. С. 48.
  - Об устойчивости стационарных движений // ПММ. Т. 30. Вып. 5. С. 922—933.
  - О стационарных движениях и их устойчивости //Докл. АН СССР. Т. 171. № 4. С. 823—826.
- 1967
  - Об устойчивости движения неголономных систем //ПММ. Т. 31. Вып. 2. С. 260—271.
  - Об устойчивости стационарных движений спутника с ротором и полостью, содержащей жидкость // Космич. исслед. Т. 5. Вып. 2. С. 163—169.
  - Об устойчивости стационарных движений спутников. М.: Изд-во ВЦ АН СССР. 141 с.
  - Об устойчивости стационарных движений // Сб. резюме 2-го конгр. болгарских математиков. Варна, 1967. София: Изд-во Б АН.
- 1968
  - К задаче об устойчивости стационарных движений спутника // Космич. исслед. Т. 6. № 2. С. 163—167.
  - Об устойчивости стационарных движений // ПММ. Т. 32. Вып. 3. С. 504—508.
  - Об устойчивости относительных равновесий и стационарных движений спутника-гиростата // Инж. журн. МТТ. № 4. С. 15-21.
  - Об устойчивости стационарных движений свободных систем // Космич. исслед. Т. 6. № 2. С. 643—648.
  - О движении и устойчивости твёрдого тела с ротором и жидкостями, обладающими поверхностным натяжением // Введение в динамику тела с жидкостью в условиях невесомости. М.: Изд-во ВЦ АН СССР. С. 222—249.
  - On the stability of steady motions // Proc. 12lh Intern. Congr. Appl. Mech. Stanford, 1968. Berlin: Springer, 1969. P. 419.
  - Метод функций Ляпунова в теории устойчивости движения // Механика в СССР за 50 лет. М.: Наука. Т. 1. С. 7-66.
  - Dynamics Stability of Bodies Containing Fluid. Berlin: Springer. 345 p. (Совм. с Н. Н. Моисеевым.)
  - On stability of stationary motions of the gyrostat-satellite // Proc. 18lh Intern. Astronaut. Congr. Beograde, 1967. Oxford: Pergamon Press; Polish Scient. Publ. V. 1. P. 103
- 1969
  - К вопросу об устойчивости движения твёрдых тел с жидким наполнением // Проблемы гидродинамики и механики сплошной среды. М.: Наука. С. 447—451.
  - On the stability of motions of the rigid bodies with cavities containing liquid // Colloq. Intern. Evolution d’Attitude et stabilisation des Satellites. Paris, 1968. Paris: Centre Nat. Etud. Spat. P. 197—217.
  - О движении и устойчивости упругого тела с полостью, содержащей жидкость // ПММ. Т. 33. Вып. 6. С. 946—957.
  - On the stability of motion of liquid-filled rigid bodies // Problems of Hydrodynamics and continuum mechanics. Philadelphia: SIAM. P. 626—631.
- 1970
  - Об управлении ориентацией и о стабилизации спутника роторами // Вестн. МГУ. Сер. Математика, механика. № 2. С. 83-96.
  - Об оптимальной стабилизации управляемых систем // ПММ. Т. 34. Вып. 3. С. 440—456.
- 1971
  - Об асимптотической устойчивости и неустойчивости движения по отношению к части переменных // ПММ. Т. 35. Вып. 1, С. 138—143.
  - On the stability with respect to a part of the variables // Sympos. Mathematica. N.Y.- L.: Acad. Press. V. 6. P. 243—265.
  - Об управлении и стабилизации систем с циклическими движениями // Реф. докл. 5-го Всесоюз. совещ. по пробл. управления. Москва, 1971. Ч. 3. М.: Наука. С. 156.
  - Некоторые задачи динамики сложных систем // Проблемы прикладной математики и механики. М.: Наука. С. 179—188.
  - Устойчивость установившихся движений спутников // Теоретична и приложна механика. София: Изд-во БАН. Т. 2. С. 89-99.
  - Некоторые задачи динамики сложных систем // В сб. «Задачи прикладной математики и механики» (посвящ. 60-летию А. А. Дородницына). М.: Наука. С.179-188, 282.
- 1972
  - Метод функций Ляпунова в задаче об устойчивости движения относительно части переменных // ПММ. Т. 36. Вып. 2. С. 364—384. (Совм. с А. С. Озиранером.)
  - Некоторые задачи об устойчивости движения по отношению к части переменных // Механика сплошной среды и родственные проблемы анализа. М.: Наука. С. 429—436.
  - Об управлении и стабилизации систем с циклическими координатами // ПММ. Т. 36. Вып. 6. С. 966—976.
  - Об устойчивости и стабилизации стационарных движений спутников // Управление в космосе. М.: Наука. Т. 1. С. 158—168.
  - Dynamics and stability of rigid bodies // I Ciclo. 1971. Bressanone. Stereodynamics. Roma: Edizioni Cremonese. P. 167—271.
- 1973
  - Об устойчивости стационарных движений спутника-гиростата // Современные проблемы небесной механики и астродинамики. М: Наука. С. 171—178.
  - Некоторые задачи об устойчивости движения твёрдых и упругих тел с жидким наполнением // Тр. симпоз. по механике сплошной среды и родственным проблемам анализа. Тбилиси, 1971. Тбилиси: Мецниереба. Т. 1. С. 214—225.
  - О бифуркации и устойчивости установившихся движений сложных механических систем // ПММ. Т. 37. Вып. 3. С. 387—399. (Совм. с В. М. Морозовым, В. Н. Рубановским, В. А. Самсоновым.)
  - О принципе Четаева // Докл. АН СССР. Т. 210. № 4. С. 787—790.
  - Об устойчивости установившихся движений спутников // Тез. докл. 24-го Междунар. астронавт, конгр. Баку, 1973. М. С. 356.
  - О некоторых вариационных принципах в механике сплошных сред // ПММ. Т. 37. Вып. 6. С. 963—973.
- 1974
  - О принципах Гаусса и Четаева для систем с неидеальными связями // Теорет. и прикл. механика. Т. 5. № 1. С. 9-14.
  - Об устойчивости ориентации динамически симметричного спутника в точках либрации // Изв. АН СССР. МТТ. № 2. С. 3-8.
  - Об устойчивости ориентации спутника-гиростата в равновесных положениях в точках либрации // Избранные проблемы прикладной механики. М.: ВИНИТИ. С. 605—616.
  - Об управлении ориентацией и о стабилизации спутника роторами в точках либрации // Pubis. Inst. Math. Белград. V. 17. P. 139—148.
- 1975
  - О совместимости двух основных принципов динамики и о принципе Четаева // Проблемы аналитической механики, теорий устойчивости и управления. М.: Наука. С. 258—267.
  - Две задачи о стабилизации движения // Изв. АН СССР. МТТ. № 5. С. 5-12.
  - О влиянии гироскопических сил на устойчивость стационарного движения // ПММ. Т. 39. Вып. 6. С. 963—973.
- 1976
  - О движении управляемых механических систем // ПММ. Т. 40. Вып. 5. С. 771—781.
  - К вопросу о совместимости дифференциальных принципов механики // Аэромеханика и газовая динамика. М.: Наука. С. 172—178.
  - О некоторых вариационных принципах механики // Сб. научно-методических статей по теоретической механике. М.: Высш. шк. Вып. 6. С. 32-43.
  - Устойчивость движения неголономных систем // Итоги науки. Общая механика. М.: ВИНИТИ. Т. 3. С. 5-42. (Совм. с А. В. Карапетяном.)
- 1977
  - Об устойчивости систем с обобщённым потенциалом сил // Вестн. МГУ. Сер. Математика и механика. № 5. С. 93-100.
  - Вариационные принципы классической механики // Математическая энциклопедия. М.: Сов. энциклопедия. Т. 1. С. 596—603.
- 1978
  - О некоторых задачах аналитической динамики // Теорет. и прикл. механика. Т. 9. № 1. С. 7-15.
  - О принципе Гамильтона для неголономных систем //ПММ. Т. 42. Вып. 3. С. 387—399.
  - On the problem of a generalization of the Hamilton-Jacobi method for nonholonomic systems // ZAMM. Bd. 58. H. 11. S. 477—181. (Совм. с А. С. Сумбатовым.)
  - О принципе Гамильтона и обобщённом методе Якоби для неголономных систем // Теог. i Primen. Mehanika. Beograd. № 4. С. 131—137.
  - О некоторых вариационных принципах механики // Тр. 4-го Всесоюз. съезда по теорет. и прикл. механике. Киев, 1976. Киев: Наук, думка. С. 74-90.
- 1979
  - Об устойчивости движения сложных механических систем // Успехи механики. Т. 2. Выи. 2. С. 53-79. (Совм. с В. Н. Рубановским.)
  - О динамике и устойчивости гиростатов // Успехи механики. Т. 2. Вып. 3. С. 4-45. (Совм. с А. Анчевым.)
  - On the influence of gyroscopic and dissipative forces on the stability of steadystate motion // Rend. Semin. Mat. Univ. e Politech. Torino. V. 37. № 2. P. 1-6.
  - Колебания и устойчивость твёрдых тел с полостями, заполненными жидкостью // Вибрация в технике. М.: Машиностроение. Т. 2. С. 280—306. (Совм. с В. Н. Рубановским, С. Я. Степановым.)
  - О принципах Лагранжа и Якоби для неголономных систем // ПММ. Т. 43. Вып. 4. С. 583—590.
- 1980
  - Об устойчивости вращения тяжёлого гиростата на горизонтальной плоскости // Изв. АН СССР. МТТ. № 4. С. 11-21.
- 1981
  - О развитии оптико-механической аналогии в трудах Н. Г. Четаева // Устойчивость движения. Аналитическая механика. Управление движением. М.: Наука. С. 4—18.
  - On stability of motions of conservative systems // Qual. Theory Different. Equations. Amsterdam: North Holland. V. 2. P. 865—901.
  - Об оптико-механической аналогии Н. Г. Четаева // Исследования по истории механики. М.: Наука. С. 173—181.
  - Certain variational principles of mechanics // Advances in Theoretical and Applied Mechanics. Moscow: Mir. P. 36-52.
  - О некоторых задачах устойчивости и колебаний неголономных систем // Тез. докл. 9-й Междунар. конф. по нелинейным колебаниям. Киев, 1981. С. 284.
  - Некоторые задачи устойчивости установившихся движений неголономных систем // Теоретична и Приложна Механика. 4-ти Нац. конгр. Варна, 1981. София: БАН. Кн. 1. С. 106
- 1982
  - Об интегральных принципах для неголономных систем // ПММ. Т. 46. Вып. 1. С. 3—12.
  - On stability problem of a top // Rend. Sem. Mat. Univ. Padova. V. 68. P. 119—128.
  - On some nonlinear problems of analytical mechanics and theory of stability // Nonlinear Phenomena in Mathematical Sciences. N.Y.: Acad. Press. P. 869—881.
  - К задаче об устойчивости вращения тяжёлого гиростата на горизонтальной плоскости с трением // Современные проблемы механики и авиации. М.: Машиностроение. С. 263—272.
- 1983
  - К задаче об устойчивости движения сложных механических систем // Проблемы математики и механики. Новосибирск: Наука. С. 185—195.
  - Устойчивость консервативных и диссипативных систем // Итоги науки и техники. Общая механика. М.: ВИНИТИ. Т. 6. 132 с. (Совм. с А. В. Карапетяном.)
  - On some problems of analytical dynamics of nonholonomic systems // Proc. IUTAM — ISIMM Sympos.: Modern Developments in Analytical Mechanics. Torino, 1982. Torino: Acad. Sci. V. 2. P. 697—716.
  - К динамике твёрдого тела, подвешенного на струне // Изв. АН СССР. МТТ. № 4. С. 5-15.
  - О развитии исследований в СССР по теории устойчивости движения // Дифференц. уравнения. Т. 19. № 5. С. 739—776.
- 1984
  - К динамике лагранжевых реономных систем со связями // ПММ. Т. 48. Вып. 4. С. 540—550.
  - Об устойчивости и колебаниях неголономных систем // 9-я Междунар. конф. по нелинейным колебаниям. Киев, 1981. Киев: Наук, думка. Т. 2. С. 347—352.
- 1985
  - Об основных законах и вариационных принципах классической механики. Препринт № 257. М.: Ин-т пробл. механики АН СССР. 25 с.
  - О стационарных движениях тяжёлого симметричного твёрдого тела, подвешенного на струне // Изв. АН СССР. МТТ № 5. С. 3-7. (Совм. с В. Н. Рубановским.)
  - О различных формах теоремы о кинетической энергии // Theor. i Primen. Meh. № 11. С. 147—154.
- 1986
  - Об устойчивости установившихся движений систем с квазициклическими координатами // ПММ. Т. 50. Вып.. 6. С. 918—927.
  - О некоторых вопросах аналитической механики // Проблемы аналитической механики и управления движением. М.: ВЦ АН СССР. С. 20-36.
- 1987
  - Ветвление и устойчивость стационарных движений симметричного тела, подвешенного на струне // Проблемы прикладной математики и информатики. М.: Наука. С. 21-33. (Совм. с В. Н. Рубановским.)
  - Устойчивость и стабилизация движения по отношению к части переменных. М.: Наука. 253 с. (Совм. с А. С. Озиранером.)
  - Об основных законах классической механики // Механика и научно-технический прогресс. М.: Наука. Т. I. С. 256—273.
  - Parametric examination of dynamical nonholonomic systems and two problems of dynamics // Different. Equat.: Qualit. Theory. 2nd Colloq. Amsterdam: North-Holland. V. 2. P. 883—919.
  - Об устойчивости и стабилизации движения по отношению к части переменных // Современные проблемы математической физики: Тр. Всесоюз. симпоз. Тбилиси: Изд-во Тбил. ун-та. Т. 1.С. 85-100.
- 1988
  - Леонард Эйлер и вариационные принципы механики // Развитие идей Леонарда Эйлера и современная наука. М.: Наука. С. 180—207.
  - On stability and stabilization with respect to a part of variables // Abstracts. 17th Intern. Congr. Theoret. and Appl. Mech. Grenoble. V. B. P. 163—164.
- 1989
  - Об «Аналитической механике» Лагранжа. Препринт № 421. М: Ин-т пробл. механики АН СССР. 32 с.
  - К обращению теоремы Лагранжа для твёрдого тела с полостью, содержащей идеальную жидкость//ПММ. Т. 53. Вып. 4. С. 608—612. (Совм. с В. А. Владимировым.)
- 1990
  - К обращению теоремы Лагранжа для твёрдого тела с полостью, содержащей вязкую жидкость // ПММ. Т. 54. Вып. 2. С. 190—200. (Совм. с В. А. Владимировым.)
  - On the principal laws of classical mechanics // Mechanical Engineering and Applied Mechanics. V. 1. General and Applied Mechanics. N.Y.: Hemisphere. P. 257—273.
  - Stability of conservative and dissipative systems // Applied Mechanics. Soviet Rewiews. V. 1. Stability and Analytical Mechanics. N.Y.: Hemisphere. P. 1-144. (Совм. с А. В. Карапетяном.)
  - Об уравнениях Пуанкаре-Четаева // Сб. тр. 5-й Всесоюз. конф. по аналит. механике, теории устойчивости и управлению движением (Аналитическая механика). М.: ВЦ АН СССР. С. 3-18.
  - Об устойчивости перманентных вращений несимметричного гироскопа с жидким заполнением // Изв. АН СССР. МТТ. № 6. С. 4-9.
- 1992
  - Об устойчивости установившихся движений гироскопа с жидким наполнением // Проблемы прикладной математики и информатики: Докл. конф. Москва, 1990. М. Ч. 1. С. 30-46.
  - Stability of steady motions of rigid bodies with cavities containing liquid // 18th Intern. Congr. Theoret. and Appl. Mech. Haifa, 1992. P. 126.
  - Об устойчивости установившихся движений твёрдого тела с полостью, содержащей жидкость // Нелинейные задачи механики машин. М.: Наука. С. 218—225.
  - On stability of steady motions of rigid body with liquid-filled cavity // World Congr. on Nonlinear Analysis 92. Tampa, R, 1992. Berlin: de Gruyter. P. 1287—1294.
- 1993
  - Об оптимальной стабилизации движения по отношению к части переменных // Изв. РАН Техн. кибернетика. № 1. 1993. С. 184—189.
  - On Poincare-Chetayev equations // Congr. Intern. H. Poincare. Abstracts. P. 137.
  - Stability of stationary motions of rigid body with cavities, containing liquid // Ist Europ. Nonlineai Oscillations Conf. Program and Abstracts. P. 137.
  - О неустойчивости равновесия голономных консервативных систем // ПММ. Т. 57. Вып. 6. С. 144—166. (Совм. с С. П. Сосницким.)
- 1994
  - Об уравнениях Пуанкаре-Четаева//Докл. РАН. Т. 338. № 1. С. 51-53.
  - Об уравнениях Пуанкаре-Четаева // ПММ. Т. 58. Вып. 3. С. 3-16.
  - Об уравнениях Пуанкаре и Четаева // Сб. докл. 1-го Всерос. семинара заведующих кафедрами теорет. механики. СПб. С. 190—202.
- 1995
  - Сравнение трёх методов построения функций Ляпунова //ПММ. Т. 59. Вып. 6. С. 916—921.
  - Stability analysis for sets of solutions // Nonlinear Anal., Theory, Meth. and Appl. V. 24. № 6. P. 801—823. (Совм. с Е. А. Гальпериным.)
- 1996
  - Общие уравнения аналитической динамики // ПММ. Т. 60. Вып. 6. С. 917—928.
  - Сравнение трёх методов построения функций Ляпунова // Вычисл. математика и информатика: Сб. докл. на науч. сессии, посвящ. 85-летию А. А. Дородницына. Москва, 1995. М.: ВЦ РАН. С. 60-73.
  - Direct Lyapunov method for nonlinear stability problems of steady motions of bodies with cavities keeping liquid // 1st World Congr. of Nonlinear Analysis. Abstracts. Tampa, Florida, 1992. Berlin New York.: Watter de Gruyter. P. 1287—1294.
- 1998
  - Уравнения Гамильтона для относительного движения // Вестн. МГУ. Сер. Математика и механика. № 1. С. 73-77. (Совм. с О. А. Водопьяновой)
  - The general equations of analytical dynamics // Modern Methods of Analytical Mechanics and theii Applications. CISM Courses and Lectures. № 387 // Ed. by V.V. Rumyantsev and A.V. Karapetyan. Wien — New York: Springer. P. 1-54.
  - On general equations of analytical dynamics // Proc. 3rd Int. Conf. Nonlinear Mechanics. Shanghai 1998. Shanghai. P. 95-100.
  - Об общих уравнениях аналитической динамики // Актуальные проблемы классической и небесной механики. М.: ТОО «Эльф» Ltd. С. 119—127.
  - Аналитическая механика // В книге: «Развитие общей механики в России и на Украине в 20-80е годы XX века». М.: Наука, Киев: Феникс. С.8-38 (Совм. с А. С. Сумбатовым).
- 1999
  - О формах принципа Гамильтона в квазикоординатах // ПММ. Т. 63. Вып. 2. С. 172—178.
  - Об уравнениях Пуанкаре и Четаева в параметрах Родрига — Гамильтона // Вопросы аналитической механики и её применений. Киев.: Ин-т математики НАН Украина. С. 330—337.
  - О различных формах принципа Гамильтона для неголономных систем // Соврем. пробл. механики. Тез. докл. Юбил. науч. конф., посвящ. 40-летию Ин-та механики МГУ. Москва, 1999 М.: Изд-во МГУ. С. 770—774.
- 2000
  - Об обобщённых уравнениях Пуанкаре и Четаева // Изв. вузов. Северо-Кавказский регион. Естеств. науки. № 3. С. 133—137.
  - Forms of Hamilton’s principle for nonholonomic system // Facta Universitatis. Ser. Mechanics, Automatic Control and Robotics. V. 2. № 10. P. 1035—1048.
  - Об обобщённых уравнениях Пуанкаре и Четаева // Пробл. нелинейного анализа в инж. системах. Т. 6. Вып. 2(12). С. 56-65.
- 2001
  - Об уравнениях Рауса и вариационных принципах //ПММ. Т. 65. Вып. 4. С. 557—566.
  - Устойчивость и управление по части координат фазового вектора динамических систем: теория, методы и приложения. М.: Науч. Мир. 2001. 320 с. (Совм. с В. И. Воротниковым)
- 2002
  - Об обобщённых уравнениях Рауса и вариационных принципах в переменных Пуанкаре и Четаева // ПММ. Т. 66. Вып. 6. С.914-921.
  - Н. Г. Четаев (К столетию со дня рождения) // ПММ. 2002. Т. 66. Вып. 6. С. 899—907.
- 2004
  - Сборник «Задачи исследования устойчивости и стабилизации движений». Обзор 1975—2000 (часть I) // Межд. сб.: «Проблемы Нелинейного Анализа в Инженерных Системах (Методы, подходы, гипотезы, решения)». Вып. 1(20). Т.10,. Казан. гос. техн. ун-т (Казанский авиационный институт). С.113-137 <С.113-127 — рус., С.127-137 — англ. Appendix>. (Совм. с В. С. Сергеевым, С. Я. Степановым, А. С. Сумбатовым)
  - Сборник «Задачи исследования устойчивости и стабилизации движений». Обзор 1975—2000 (часть II). // Межд. сб.: «Проблемы Нелинейного Анализа в Инженерных Системах (Методы, подходы, гипотезы, решения)». Вып. 2(21). Т.10,. Казан. гос. техн. ун-т (Казанский авиационный институт). С.72-94 <С.72-81 — рус., С.82-94 — англ. Appendix>. (Совм. с В. С. Сергеевым, С. Я. Степановым, А. С. Сумбатовым)
- 2006
  - О стабилизации движений управляемых механических систем // Устойчивость и колебания нелинейных систем управления: Тезисы докладов IX Международного семинара им. Е. С. Пятницкого. Москва, ИПУ РАН, 31 мая — 2 июня 2006 г. М.: Изд-во ИПУ РАН. С. 16-18. (Совм. с А. С. Андреевым.)
  - О вариационных принципах для систем с неудерживающими связями // ПММ. Т.70. № 6. С.902-914.
- 2007
  - О стабилизации движения нестационарной управляемой системы // Докл. РАН. Т.416. № 5. С.627-629. (Совм. с А. С. Андреевым.)
  - О стабилизации движения нестационарной управляемой системы // Автоматика и телемеханика. № 8. С.18-31. (Совм. с А. С. Андреевым.)